# Fernand Versini
Fernand Grégoire Napoléon Versini (ur. 12 stycznia 1887 w Calcatoggio, zm. 31 lipca 1939 w Paryżu)– francuski hokeista na trawie, uczestnik Letnich Igrzysk Olimpijskich 1908.
Na igrzyskach w Londynie Versini reprezentował swój kraj w jednym spotkaniu (z dwóch, jakie Francja rozegrała na tym turnieju); był to mecz przeciwko reprezentacji Niemiec (1-0 dla Niemiec). W klasyfikacji końcowej jego drużyna zajęła ostatnie szóste miejsce. 